# استرپتوکوک سوئیس
استرپتوکوک سوئیس، گونه‌ای از استرپتوکوک است. این باکتری به عنوان یکی از مهم‌ترین پاتوژن‌ها در خوک محسوب می‌شود. استرپتوکوک سوئیس می‌تواند ار خوک به انسان نیز انتقال پیدا کند. اولین علامت در خوک، تب و مرگ ناگهانی در گله‌است. عفونت تنفسی همراه با ذات الریه، آبریزش بینی و مشکلات تنفسی ممکن است وجود داشته باشند. علائم نورولوژیکی مانند مننژیت، لرز و حملات عصبی ممکن است وجود داشته باشند. مفاصل ممکن است عفونی شده و حیوان، فلج شود و دست و پاهایش ورم کنند. پوست نیز ممکن است درگیر شود.
انسان در تماس با لاشه یا گوشت خوک آلوده از طریق خراش‌ها یا زخم‌های پوستی آلوده می‌شود. عفونت در انسان ممکن است شدید باشد. مهم‌ترین علامت، مننژیت است. سپتی سمی، اندوکاردیت و ناشنوایی ممکن است ایجاد شود.
از پنی سیلین برای درمان عفونت استفاده می‌شود. در صورت وجود اندوکاردیت، جنتامایسین نیز به همراه پنی سیلین تجویز می‌گردد. واکسن برای این باکتری وجود دارد اما کاملاً قابل اعتماد نیست.